# Csákánydoroszló
Csákánydoroszló é um município da Hungria, situado no condado de Vas. Tem 26,61 km² de área e sua população em 2015 foi estimada em 1.757 habitantes.